# Medalla del 30.º Aniversario de la Victoria en Jaljin Gol
La Medalla del 30.º Aniversario de la Victoria en Jaljin Gol (en mongol: Халхын голын ялалтын 30 жилийн ойн медаль) es una medalla conmemorativa de la República Popular de Mongolia que fue establecida por Decreto del Presídium del Gran Jural del Pueblo de la República Popular de Mongolia del 9 de junio de 1969 para conmemorar el trigésimo aniversario de la victoria de las tropas mongoles y soviéticas, sobre el Ejército de Kwantung japonés en la Batalla de Jaljin Gol (1939).
La medalla se otorgaba tanto a los militares que participaron directamente en las hostilidades, como a los civiles que «con su trabajo desinteresado, brindaron asistencia concreta y efectiva para derrotar a los invasores japoneses».

## Descripción
Es una medalla de bronce dorado circular de 36 mm de diámetro, el peso de la medalla con el bloque pentagonal y el alfiler de sujeción es de 26,9 g. 
En el centro de la medalla hay imágenes de medio cuerpo de un tsirik (soldado de caballería) mongol de pie, hombro con hombro con un sable desenvainado en la mano derecha y un soldado del Ejército Rojo con un rifle soviético Mosin-Nagant a la espalda con la bayoneta calada.
El soldado mongol y el soldado del Ejército Rojo están ligeramente girados a la izquierda, mirando al este, en la gorra del soldado mongol y en el casco del soldado del Ejército Rojo, se aprecian sendas estrellas de cinco puntas cubiertas de esmalte rojo. Sobre las cabezas del tsirik y del soldado del Ejército Rojo hay una inscripción semicircular ligeramente hundida, cubierta con esmalte rojo: «JALJIN GOL» (ХАЛХИН-ГОЛ). Bajo la imagen de ambos soldados hay una cinta con fechas en rojo: «1939-1969», los números de la fecha y la línea divisoria también están cubiertos con esmalte rojo. Los extremos de la cinta están decorados con hojas de laurel cubiertas con esmalte verde.
La medalla está conectada con un ojal y un anillo a un bloque pentagonal, cubierto con una cinta maure de seda de azul en el centro y rojo en los bordes. Las rayas azules miden 22 mm de ancho y las rojas 5,5 mm de ancho. La franja azul central contiene los números romanos: XXX. La parte trasera del bloque es lisa y tiene un alfiler para sujetar la medalla a la ropa.